# Krivično procesno pravo
Krivično procesno pravo (енгл. criminal procedural law) kao grana pozitivnog zakonodavstva predstavlja sistem pravnih normi ili normativno utvrđeni skup pravnih propisa, kojima se uređuje krivični postupak. Sastavni deo definicije krivičnog procesnog prava, kao grane zakonodavstva je pojam krivičnog postupka. U opštem smislu i krivični postupak se, kao i bilo koji drugi "postupak", svodi na određeno postupanje, odnosno određenu proceduru, koja se obavlja radi ostvarenja nekog cilja. Kada je u pitanju krivični postupak, taj cilj se svodi na rešavanje krivične stvari koja je predmet postupka (лат. causa criminalis), odnosno krivičnog dela koje je predmet optužnice i o kome odluku treba da donese krivični sud, koji u tom cilju vodi krivični postupak, što je njegova osnovna procesna funkcija, a u okviru samog postupka određene radnje vrše i drugi različiti krivičnoprocesni subjekti, koji na taj način realizuju svoja krivičnoprocesna prava i dužnosti, među kojima su, pored suda, najznačajniji oni koji vrše stranačke funkcije – funkciju optužbe i funkciju odbrane.

## Pojam krivično procesnog prava i krivičnog postupka
Krivično procesno pravo se kao grana zakonodavstva pojmovno određuje na različite načine. Uobičajeno se definicije krivičnog procesnog prava mogu podeliti na dve osnovne vrste:
1. realističke i
2. jurističke.

Realističke definicije se temelje na shvatanju krivičnog procesnog prava kao jednog stvarnog pojma, tako da se on pojmovno određuje preko određenih stvarno, odnosno objektivno postojećih elemenata. Zavisno od broja takvih elemenata kao sastavnih delova pojedinih definicija, realističke definicije se dele na dve osnovne vrste 1) bipartitne i 2) tripartitne.
Za bipartitne definicije je karakteristično da počivaju na dva bazična elementa, a za tripartitne da polaze od tri osnovna elementa. Prema jednoj tipičnoj bipartitnoj definiciji krivični postupak, koji se u ovoj definiciji posmatra kao sinonim za krivično procesno pravo, je skup zakonom određenih krivičnoprocesnih radnji procesnih subjekata, koji se vrše radi ostvarenja određenog cilja. Prema jednoj od kompletnijih tripartitnih realističkih definicija, krivično procesno pravo kao grana zakonodavstva prestavlja sistem pravnih propisa kojima su regulisane radnje krivičnoprocesnih subjekata u cilju donošenja odluke suda o krivičnom delu, učiniocu i krivičnoj sankciji. Za jurističke definicije krivičnog procesnog prava je karakteristično da počivaju na shvatanju postupka kao pravnog fenomena, koji se pre svega ogleda u postojanju određenih procesnih ili procesno-pravnih odnosa između različitih subjekata krivičnog postupka. U tom smislu se krivično procesno pravo može definisati kao sistem pravnih propisa kojima se određuju krivičnoprocesni subjekti i regulišu njihovi krivičnoprocesni odnosi radi rasvetljavanja i rešenja krivične stvari, odnosno u cilju ostvarenja krivičnopravne zaštite određenog društva , tj. države.
Navedena podela definicija krivičnog procesnog prava je u suštini teorijskog karaktera i ona se ne može smatrati apsolutnom. Naime , svaka definicija ima svoje dobre i loše strane, te može biti manje ili više potpuna, jasna i utemeljena. Osim ovoga, svaka definicija je u osnovi teorijskog karaktera, što znači da uvek nužno počiva i na odgovarajućim doktrinarnim opredeljenjima naučnika koji je zastupaju, a iz čega istovremeno proizilazi i relativni karakter bilo koje definicije, jer uvek i neminovno, postoji niz različitih teorijskih shvatanja takvih pitanja krivičnog procesnog prava, koja se na striktan način ne regulišu zakonom. Mišljenja smo da se krivično procesno pravo najadekvatnije može definisati tako što bi naglasak u njegovom pojmovnom određenju bio na subjektima koji u postupku ostvaruju svoje procesne funkcije. Shodno ovome, krivično procesno pravo predstavlja skup pravnih propisa kojima se uređuju pravni i procesni položaj subjekta krivičnog postupka, te omogućava da ti subjekti u skladu sa zakonom stvaraju svoje osnovne procesne funkcije, u cilju realizacije svojih prava i dužnosti, te radi donošenja odluke kojom se rešava stvar koja je predmet krivičnog postupka.

### Osnovni elementi navedene definicije krivičnog procesnog prava
- Krivično procesno pravo je skup ili sistem pravnih propisa, među kojima najznačajnije mesto zauzimaju zakonski propisi koji spadaju u izvore krivičnog procesnog prava: 1) Zakonik o krivičnom postupku kao osnovni (glavni) izvor krivičnog procesnog prava i 2) drugi zakoni kao tzv. Sporedno krivično procesno zakonodavstvo.
- Krivičnim procesnim pravom se uređuje pravni i procesni položaj subjekta krivičnog postupka, odnosno njihov procesni status koji se svodi na skup prava i dužnosti kojima ti subjekti raspolažu.
- U samom krivičnom postupku najvažniji subjekti su oni subjekti koji vrše osnovne procesne funkcije:
- funkciju optužbe (ovlašćeni tužilac),

1. funkciju odbrane (okrivljeni i njegov branilac i
2. funkciju vođenja krivičnog postupka i presuđenje, odnosno donošenje odluke kojom se rešava predmet krivičnog postupka (krivični sud), ali pored njih, u postupku se pojavljuju i drugi subjekti koji ostvaruju dokaznu funkciju (svedoci i veštaci), ili realizuju neka druga svoja prava (oštećeni).

- Cilj krivičnog postupka je rešavanje njegovog predmeta, odnosno donošenje odluke o krivičnom delu koje je predmet krivičnog postupka, ali se način rešavanja krivične stvari mora posmatrati u svetlu funkcija koje vrše osnovni procesni subjekti, odnosno stranačkih funkcija (optužba i odbrana), te sudske funkcije[4]. Načelo posmatrano sud teži potpuno nezavisnom i nepristrasnom rešenju predmeta krivičnog postupka, čemu bi morao da teži i javni tužilac kada se radi o oficijelnom krivičnom gonjenju, mada su stranke, po logici stvari, uvek prvenstveno usmerene ka ostvarenju svojih osnovnih stranačkih interesa. Rešavanjem predmeta krivičnog postupka, odnosno donošenjem odluke o krivičnom delu koje je bilo predmet postupka, se u propisanim procesnim formama ispunjavaju zahtevi sadržani u materijalnom krivičnom pravu u odnosu na (ne) postojanje krivičnog dela, (ne)postojanje krivice za delo koje je protivpravno i zakonom propisano kao krivično delo, te kada se utvrdi postojanje dela učinjenog od strane lica, kome se takvo delo može pripisati u krivicu, njemu se izriče odgovarajuća kazna ili se u skladu sa zakonom oslobađa od kazne, odnosno licu a koje je u postupku utvrđeno da nije bilo uračunljivo u vreme izvršenja krivičnog dela, izriče se odgovarajuća mera bezbednosti. Pored navedenih zahteva materijalnog krivičnog prava, predmet odluke kojom se okončava postupak može biti povezan i sa zahtevima krivičnog procesnog prava koji se odnose na (ne)ispunjenost uslova za krivično gonjenje, poput pitanja amnestije, pomilovanja, zastarelosti itd.

## Svrha i značaj krivičnog procesnog prava kao grane zakonodavstva
Krivično procesno pravo se može definisati i u funkcionalnom smislu, odnosno direktno u vezi sa njegovom svrhom postojanja, a uz neposredan oslonac na cilj materijalnog krivičnog prava. Poznati nemački autor Klaus Roksin (Claus Roxin), na takav način objašnjava pojam krivičnog procesnog prava, navodeći:
„Materijalno krivično pravo, čija su osnovna pravila sadržana u Krivičnom zakonu, ustanovljava karakteristike kažnjivih radnji, te zaprećuje pravnim posledicama koje su povezane sa činjenjem krivičnog dela. Da bi ove norme mogle da ostvare svoju funkciju stvaranja elementarnih pretpostavki za mirni zajednički život ljudi, one ne smeju u slučaju izvršenja krivičnog dela, postojati samo na papiru. Potreban je pre svega, jedan pravno uređeni postupak, pomoću koga se postojanje kažnjive radnje može ustanoviti, te istovremeno omogućiti sprovođenje zakonom propisane sankcije. Pri tom se pod takvim „pravno uređenim“ postupkom mogu razumeti tri aspekta: njegove odredbe moraju biti tako formulisane da na odgovarajući način potpomažu materijalnom krivičnom pravu da bude sprovedeno; one moraju istovremeno da ustanove granice prava zadiranja organa krivičnog pravosuđa u zaštićene slobode pojedinaca; i one moraju konačno, da stvore mogućnost, da se pravosnažnom odlukom ponovo uspostavi narušeni pravni mir.
Svrha krivičnog procesnog prava se u opštem smislu nužno povezuje s ciljem krivičnog materijalnog prava, odnosno krivičnog prava uopšte. Danas je uobičajeno da se krivičnom pravu pripisuje utilitaristički karakter, te se kao njegov cilj određuje efikasnija zaštita najznačajnijih dobara i vrednosti, od ponašanja koja ih povređuju ili ugrožavaju. Da bi se ovaj osnovni cilj, krivičnog materijalnog prava mogao ostvariti, neophodno je postojanje pravnih pravila kojima se utvrđuju svrha, način, forma i tok krivičnog postupka. Naime, krivičnim pravom se u njegovom opštem delu ustanovljava opšti pojam krivičnog dela, utvrđuju uslovi koji su potrebni da bi postojalo protivpravno delo utvrđeno zakonom kao krivično delo i krivica, te se definiše sistem krivičnih sankcija, dok posebni deo krivičnog prava sadrži određene inkriminacije, odnosno propisivanje konkretnih krivičnih dela. Međutim, da bi se u svakom konkretnom slučaju moglo utvrditi da li postoji ili ne postoji krivično delo, da li je lice kome je delo stavljano na teret zaista učinilo i ako jeste, koja će mu se krivična sankcija izreći, neophodno je postojanje i jednog drugog korpusa krivičnopravnih pravila, odnosno potrebno je da postoje pravila krivičnog postupka. Stoga se kao neposredna svrha krivičnog procesnog prava može odrediti potreba stvaranja normativnih uslova za ispunjenje osnovnih zahteva materijalnog krivičnog prava, dok se, baš zbog te uske veze međuzavisnosti krivičnog materijalnog i krivičnog procesnog prava, kao opšta svrha krivičnog procesnog prava, ispoljava zaštita najvažnijih dobara od kriminaliteta, što je imanentno i materijalnom krivičnom pravu.

## Pojam krivičnoprocesnog prava kao nauke
Krivično procesno pravo se, osim kao grana zakonodavstva posvećena konstruisanju krivičnog postupka i stvaranju potrebne regulative kojom se omogućava ostvarenje nužnih zahteva krivičnog materijalnog prava, koji se pre svega odnose na pitanja krivičnog dela, odnosno krivice za delo koje je protivpravno i zakonom propisano kao krivično delo, te kada su za to ispunjeni potrebni uslovi i problematiku krivičnih sankcija, može definisati i kao nauku. Slično kao i nauka krivičnog prava i krivično procesno pravo predstavlja jednu normativnu nauku, što znači da su pravne norme osnovni predmet te nauke, a da je proučavanje pravila pozitivnog krivičnog postupka konkretne države i njenog pravnog sistema, osnovni zadatak krivičnog procesnog prava kao nauke. Krivično pravo se u velikoj meri, osim pozitivnim pravom, mora baviti i nizom teorijskih pitanja, koja imaju direktan i veliki praktični značaj.
Cilj krivičnog procesnog prava kao nauke je da doprinese otkrivanju pravog smisla konkretnih pravila pozitivnog krivičnog postupka, ali I da ukaže na određene nedostatke u zakonskim izvorima, te kada je potrebno, predloži zakonodavcu i određene promene. S obzirom na veliki značaj pravila krivičnog postupka, kako u odnosnu na važnu društvenu potrebu suprotstavlja kriminalitetu, tako i u pogledu zaštite najbitnijih ljudskih prava i sloboda, krivično procesno pravo je kao grana zakonodavstva u savremenim državama relativno dinamično, što istovremeno dovodi i do potrebe da nauka krivičnog procesnog prava takođe bude dovoljno dinamična. U cilju izučavanja pravila krivičnog postupka, krivično procesno pravo se služi klasičnim naučnim metodama to pre svega onima koji su tipični za druge društvene i pre svega, pravne nauke. Među tim metodama poseban značaj ima normativni metod, koji po logici stvari, predstavlja osnovni metod krivičnog procesnog prava kao nauke. Pored toga, za savremeno krivično procesno pravo je veoma karakteristično široko korišćenje uporedno-pravnih metoda, koji podrazumeva analitičko praćenje razvoja krivičnog procesnog zakonodavstva u drugim državama i pravnim sistemima, te ispitivanje mogućnosti za korišćenje takvih iskustava u pozitivnom krivičnom postupku.

## Tumačenje krivičnog procesnog prava
Primena krivičnog procesnog prava podrazumeva njegovo tumačenje, koje se odvija u skladu sa opštim pravilima tumačenja. Tako se i krivično procesno pravo tumači primenom opštih metoda tumačenja prava, gde spadaju jezičko, logičko, ciljno, sistematsko, istorijsko tumačenje itd. Tumačenje krivičnog procesnog prava se može ispoljiti kao tumačenje u užem smislu, koje se svodi na otkrivanje pravog značenja određenih pravnih normi, sto predstavlja (pred)uslov za njihovu primenu u konkretnom slučaju, te kao tumačenje u širem smislu, koje se ogleda u rešavanju slučajeva pravnih praznina primenom određenih interpretativnih pravnih metoda.

## Osnovni istorijski tipovi krivičnih postupaka
Smatra se da su u svom "istorijskom razvoju krivično delo i krivični postupak prešli put od privatne stvari stranaka, do krivičnog dela i krivičnog postupka kao institucija javnog poretka". Istorija krivičnog procesnog prava se po pravilu u opštem smislu objašnjava kroz podelu na tzv. velike, odnosno osnovne istorijske tipove krivičnih postupaka, gde bi spadali:
- akuzatorski krivični postupak
- inkvizitorski krivični postupak
- mešoviti krivični postupak

Ova podela je relativnog karaktera, jer s jedne strane, zavisno od države do države, pa i čitavih kontinenata, nije moguće napraviti čistu istorijsku podelu shodno takvim šemama različitih istorijskih postupaka, dok s druge strane, takva podela ima svoje konsekvence I danas, pa se stoga teško ili skoro nikako ne može govoriti o nekoj kontinuiranoj istorijskoj smeni različitih tipova krivičnih postupaka. Tako se i aktuelni veliki pozitivnopravni krivičnoprocesni sistemi bitno razlikuju, odnosno u sebi sadrže određene manje ili više dominirajuće elemente odgovarajućih tzv. istorijskih tipova krivičnih postupaka, pa tako oba takva svetska sistema aktuelno postoje, odnosno nisu deo neke prošle istorijske epohe.

### Akuzatorski
Za akuzatorski tip krivičnog postupka (optužni postupak) je karakteristično da se suština postupka sastoji u čisto stranačkom sukobu koji se odvija pred sudom kao potpuno nepristrasnim subjektom, koji samo donosi odluku koja je stranka bila uspešnija u njihovom dokaznom dvoboju. Dokazna inicijativa suda je u ovakvom postupku potpuno isključena, odnosno sud je izrazito pasivan u odnosu na dokazivanje. Za najstarije istorijske epohe je i inače bilo karakteristično da nije bilo nikakve razlike između krivičnog i građanskog postupka.

### Inkvizitorski
Za inkvizitorski krivični postupak (istražni postupak) su karakteristična načela pismenosti i formalne (zakonske) ocene dokaza. Iako se ovaj postupak smatra nedemokratskim i lošim po položaj okrivljenog, on je u stvari, nastao kao plod intencije da umanji do tada vladajuća velika ili skoro apsolutna arbitrarnost feudalnih sudija, koji su načelo slobodne ocene dokaza koristili da potpuno samovoljno i nezavisno od realne snage i kredibiliteta određenih dokaza donose svoje odluke, pritom nisu bili dužni da takve odluke detaljnije obrazlažu.

### Mešoviti
Savremeni krivični postupci su uglavnom mešovitog karaktera, što je posebno karakteristično za većinu krivičnih postupaka kontinentalne Evrope, pri čemu inkvizitorski elementi, ali uz niz strogih garancija za efikasno ostvarenje funkcije odbrane u svakoj fazi postupka, pretežno dominiraju.

## Izvori krivičnog procesnog prava Srbije
Osnovni izbor našeg krivičnog procesnog prava je Zakonik o krivičnom postupku Srbije, koji je usvojen 2011. godine, a do sada već nekoliko puta u manjoj meri noveliran. Zakonik o krivičnom postupku je glavni izvor naše krivične procedure jer se, s jedne strane, daleko najveći broj normi koje se odnose na krivični postupak nalazi u njemu, dok je, s druge strane taj zakonik isključivo i posvećen pitanjima krivične procedure, koju definiše i uobličava. U nekim slučajevima je samim Zakonikom o krivičnom postupku rešavanje određenih pitanja prepušteno određenim podzakonskim aktima, kao što je to, na primer, slučaj sa detaljnijim pravilima koja se odnose na boravak lica u pritvoru, jer potpuniji propis o izdržavanju pritvora, u skladu sa odredbama Zakonika o krivičnom postupku, donosi ministar nadležan za pravosuđe. Međutim, i u ovakvom slučaju izvor odgovarajućeg prava Zakonik o krivičnom postupku, jer se njime omogućava da neka pitanja podrobnije budu rešena podzakonskim aktom.
U dopunske izvore našeg krivičnog procesnog prava (tzv. Sporedno krivično procesno zakonodavstvo), spadaju drugi zakoni, koji se odnose na pojedine krivičnoprocesne subjekte - na krivični sud i javnog tužioca, na branioca, kao i na ostale zakonske izvore kojima se regulišu druga pitanja koja imaju značenje za krivični postupak, gde na primer, spada problematika službenog jezika. Postoje i zakoni koji predstavljaju direktan izvor prava za određeni poseban postupak, što je posebno karakteristično za Zakon o maloletnim učiniocima krivičnih dela i krivičnopravnoj zaštiti maloletnika (na snazi od 1. januara 2006. godine), koji sada sadrži sve odredbe koje se odnose na postupak prema maloletnicima i predstavlja lex specialic u odnosu na Zakon o krivičnom postupku, koje je lex generalis. Problematika međunarodne krivičnopravne pomoći se takođe uređuju posebnim zakonima:
1. Zakonom o međunarodnoj pravnoj pomoći u krivičnim stvarima
2. Zakonom o saradnji sa Međunarodnim krivičnim sudom[13].

Neka pitanja iz domena krivične procedure se rešavaju i Zakonom o organizaciji nadležnosti državnih organa u suzbijanju organizovanog kriminala, kao i Zakonom o organizaciji i nadležnosti državnih organa u postupku za ratne zločine, ali i Zakonom o policiji i nekim drugim zakonima, kao na primer, Zakonom o organizaciji i nadležnosti državnih organa za borbu protiv visokotehnološkog kriminala.
Određeni međunarodni pravni akti takođe imaju jak pravni efekat na krivičnoprocesno zakonodavstvo, ali po pravilu, ne kao neposredni izvori krivičnog procesnog prava, već indirektno, tako što se ratifikujućim mehanizmima ili na drugi način implementiraju u nacionalne zakonske propise, ili čak u nekoj meri utiču na sudsku praksu.
To je posebno karakteristično za Evropsku konvenciju o ljudskim pravima, ali i za praksu Evropskog suda za ljudska prava. I drugi ratifikovani bilateralni i multilateralni ugovori imaju obavezujuće dejstvo za našu zemlju, ali takođe ne u formi direktne primene, već po pravilu posredstvom odgovarajućih upućujućih odredbi samog Zakonika o krivičnom postupku, odnosno drugih zakona. Saglasno Ustavu međunarodno pravo se doduše, može primenjivati i direktno, ali to po pravilu, u najvećem broju slučajeva, uopšte nije moguće ili bar nije adekvatno, usled određenih jezičkih razlika, upotrebe drugačijih krivičnoprocesnih termina, drugačijih pravila o nadležnostima i drugih sličnih inkompatibilnosti sa nacionalnim zakonodavstvom.

## Literatura
- Škulić, Milan (2011). Krivično procesno pravo. Pravni fakultet Univerziteta u Beogradu i „Službeni glasnik“. стр. 3—8,11—12,37—40. ISBN 978-86-7630-305-2.

## Spoljašnje veze
- Правни факултет у Београду
- Службена страница народне скупштине Србије
- Званични веб-сајт
- Zakoni Srbije, zakoni u pripremi, nacrti zakona, zakoni na engleskom jeziku